# Stemmiulus jocquei
Stemmiulus jocquei är en mångfotingart. Stemmiulus jocquei ingår i släktet Stemmiulus och familjen Stemmiulidae. Inga underarter finns listade i Catalogue of Life.